# Bad Kleinkirchheim
Bad Kleinkirchheim is een gemeente in de Oostenrijkse deelstaat Karinthië, gelegen in het district Spittal an der Drau. De gemeente heeft ongeveer 1900 inwoners. In Bad Kleinkirchheim worden regelmatig grote skiwedstrijden georganiseerd, waaronder World Cup wedstrijden.

## Geografie
Bad Kleinkirchheim heeft een oppervlakte van 74,01 km². Het ligt in het zuiden van het land.

## Foto's

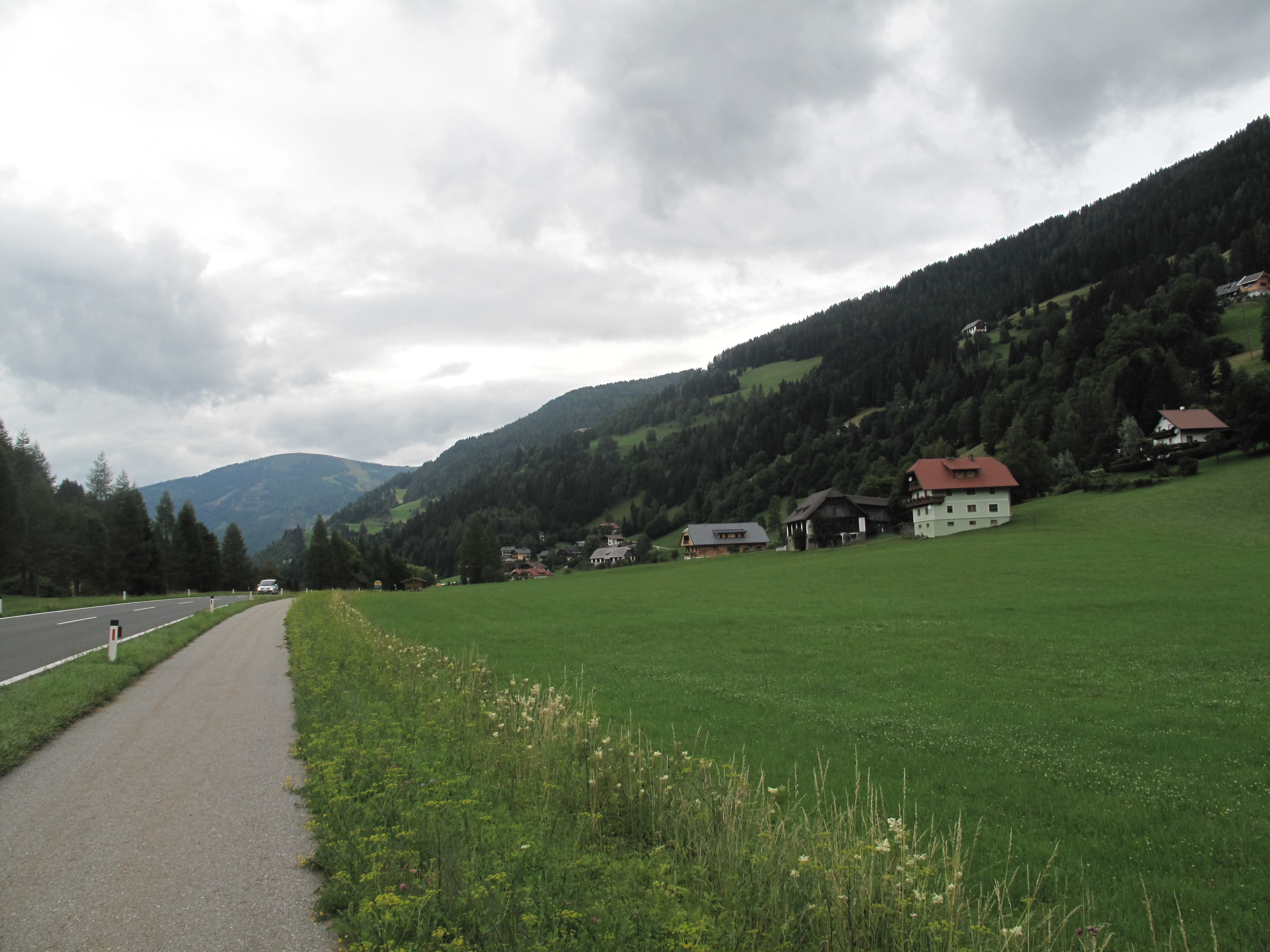
tussen Bad Kleinkirchheim en Wiedeweg, wegpanorama
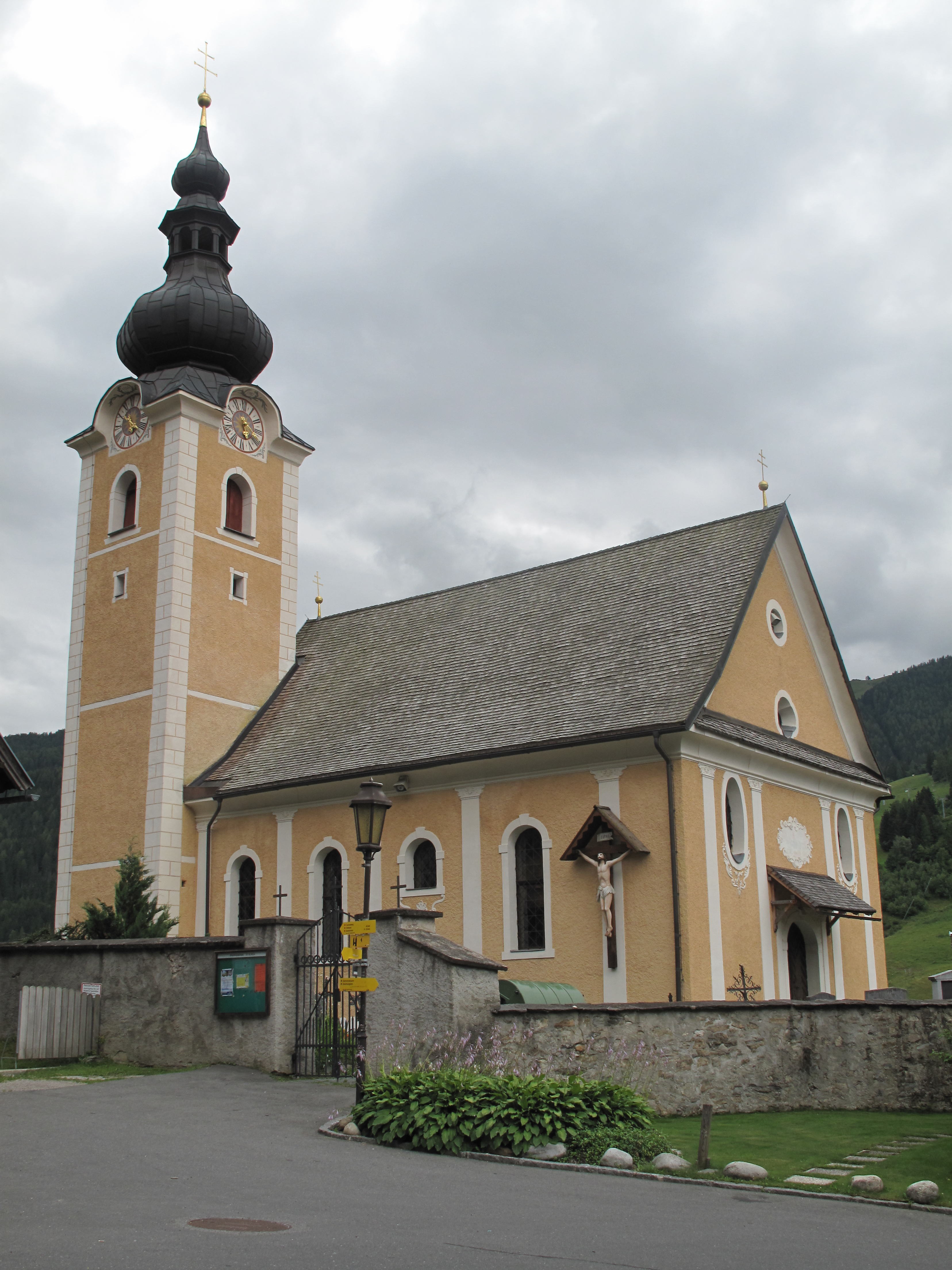
Bad Kleinkirchheim, kerk: die Pfarrkirche heiliger Ulrich

Bad Kleinkirchheim · Baldramsdorf · Berg im Drautal · Dellach im Drautal · Flattach · Gmünd in Kärnten · Greifenburg · Großkirchheim · Heiligenblut am Großglockner · Irschen · Kleblach-Lind · Krems in Kärnten · Lendorf im Drautal · Lurnfeld · Mallnitz · Malta in Kärnten · Millstatt am See · Mörtschach · Mühldorf · Oberdrauburg · Obervellach · Radenthein · Rangersdorf · Reißeck · Rennweg am Katschberg · Sachsenburg · Seeboden am Millstätter See · Spittal an der Drau (stad) · Stall · Steinfeld · Trebesing · Weissensee · Winklern
- Gemeinsame Normdatei: 4031085-1
- Nationale Bibliotheek van Tsjechië: ge369119
- Virtual International Authority File: 240782714
- WorldCat: E39PBJxrXHt7qpwCQqBj8FDH4q